# Gimbrède
Gimbrède település Franciaországban, Gers megyében. Lakosainak száma 285 fő (2022. január 1.). Gimbrède Dunes, Sistels, Astaffort, Cuq, Miradoux, Sainte-Mère és Sempesserre községekkel határos.

## Népesség
A település népességének változása:
| Lakosok száma | 365  | 292  | 285  | 317  | 307  | 304  | 283  | 272  | 272  | 285  |
|               | 1968 | 1982 | 1990 | 2006 | 2013 | 2015 | 2017 | 2019 | 2020 | 2022 |